# Dicky Veltman
Dicky Veltman (2 oktober 1949) is een voormalig Nederlands voetballer.
Veltman speelde eerst bij de amateurs van VV Leeuwarden en ging in 1971 over naar Cambuur Leeuwarden, waar hij twee seizoenen voor uit kwam. Hij speelde daar in totaal 28 wedstrijden en scoorde één keer. Veltman was een veelbelovende spits die het meest tot zijn recht kwam in korte een-twee combinaties. Desondanks speelde hij voornamelijk in het B-elftal en moest het voornamelijk hebben van invalbeurten. Na twee seizoenen vroeg hij overschrijving aan naar VV Drachten. Hier speelde hij één seizoen en kwam daarna terecht bij LVV Friesland waar toen meer oud-Cambuur-spelers speelden als Rienk Onsman, Boudy van der Heide en waar Gerard Lippold de nieuwe trainer was. Met Friesland speelde hij in het eerste team onder andere in de hoofdklasse en daarna nog jarenlang in het veteranenteam. 